# Tim Reyes
Pour les articles homonymes, voir Reyes.
Tim Reyes est un surfeur professionnel américain né le 9 juin 1982 à West Covina, Californie. 

## Biographie
Il débute dans le championnat du monde de surf en 2005.

## Carrière
- 2004 : 3 victoire en WQS